# Harold Powell
Harold Powell est un homme politique fidjien.

## Biographie
Candidat pour le Parti des Électeurs généraux aux élections législatives fidjiennes de 1992, il est élu député de la circonscription réservée aux « électeurs généraux » (les citoyens issus de petites minorités ethniques) et recouvrant Serua, Namosi, Rewa, Kadavu et Naitasiri sud. Il est alors fait ministre du Commerce dans le gouvernement de coalition de Sitiveni Rabuka. Début juin 1993, il se voit confier en plus le ministère du Tourisme,. Réélu dans sa circonscription aux élections législatives anticipées de 1994, il est nommé ministre de l'Aviation civile. Il démissionne de son ministère en avril 1995, accusant le Premier ministre Rabuka d'ingérence dans son ministère, mais demeure député de la majorité. Il ne se représente pas aux élections de 1999.